# Straßenbahn Stuttgart
Die Straßenbahn Stuttgart (in der Stuttgarter Umgangssprache auch „Strambe“/„Strampe“ oder „die Elektrische“) der Stuttgarter Straßenbahnen AG (SSB) bestand von der Eröffnung der ersten Pferdebahn 1868 bis zur Einstellung der letzten regulären Straßenbahnlinie 2007 in Stuttgart. Aus dieser meterspurigen Straßenbahn, die ab 1966 bereits teilweise im Tunnel verkehrte, ging das heutige normalspurige Stadtbahnnetz (siehe Stadtbahn Stuttgart) hervor. Innerhalb von diesem besteht die Straßenbahn in Form von einzelnen Strecken mit Dreischienengleis, befahren durch die Oldtimerlinien 21 und 23, fort.

## Geschichte

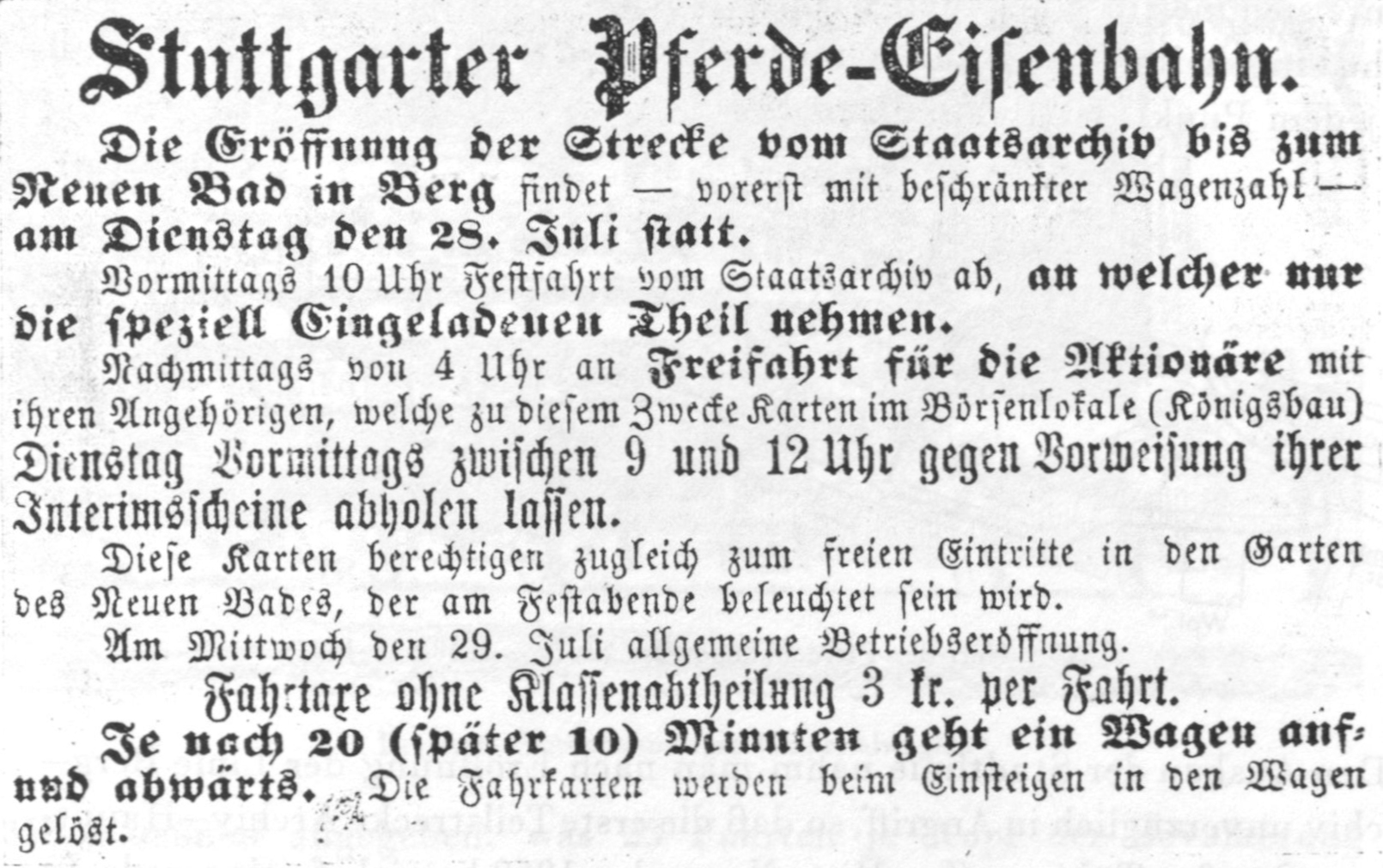
Inserat im Schwäbischen Merkur vom 28. Juli 1868 zur Eröffnung der Stuttgarter Pferdebahn

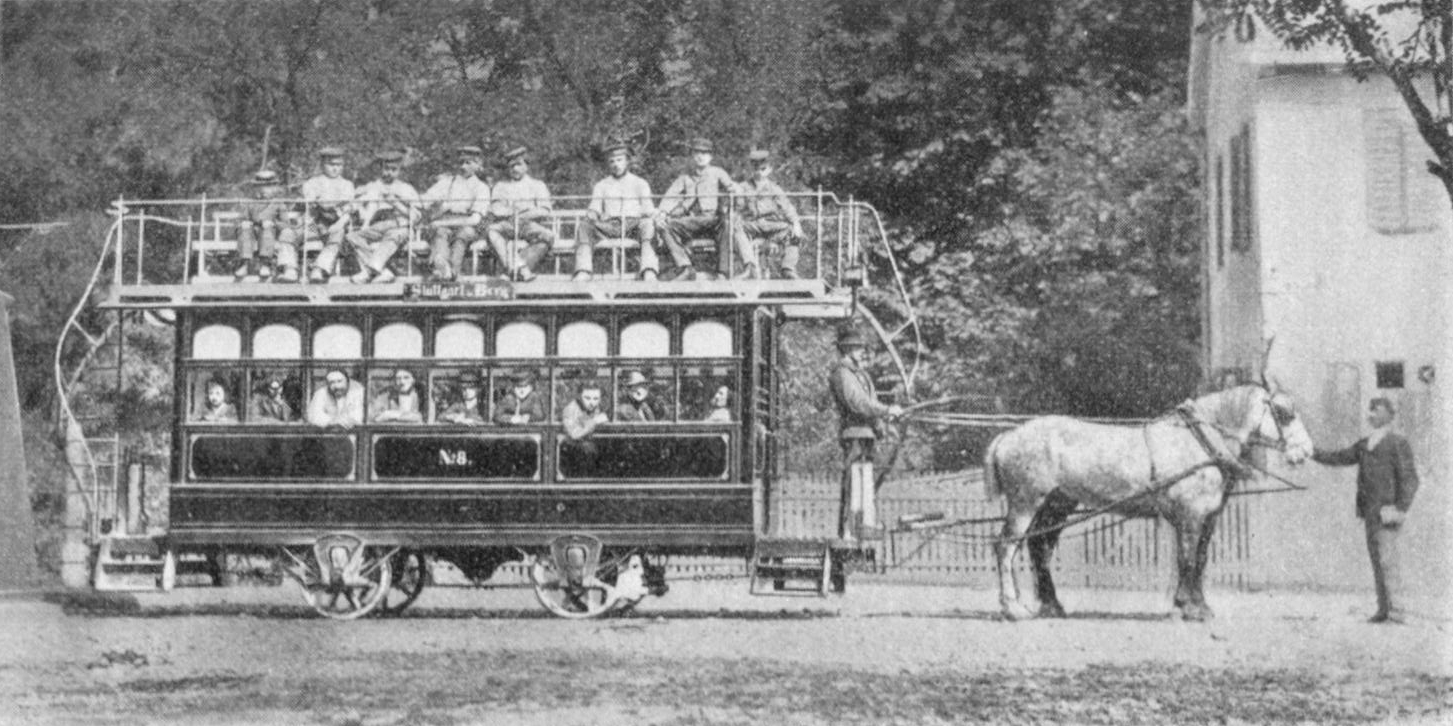
Die Pferdebahn nach Berg im Eröffnungsjahr 1868

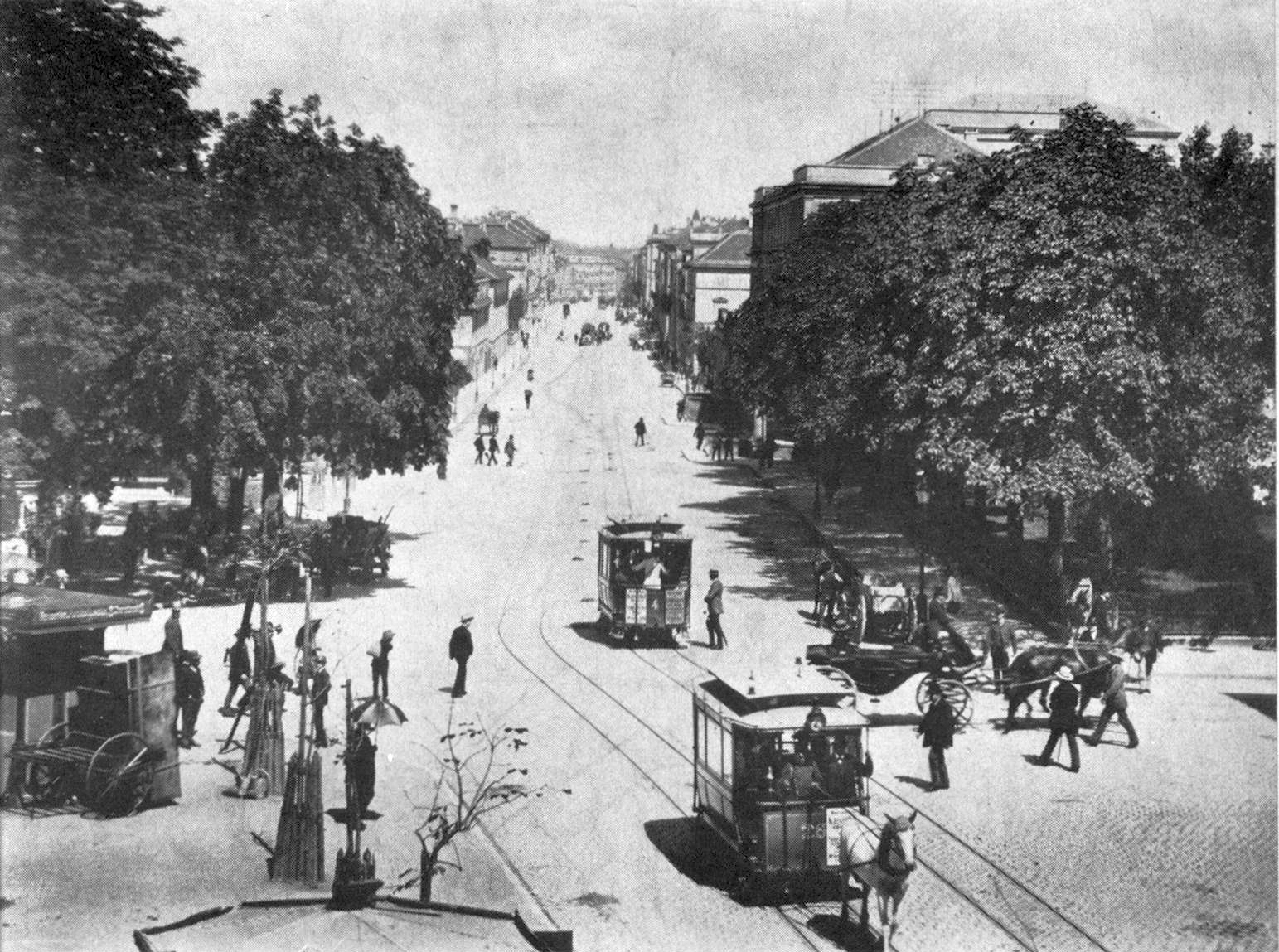
Hauptlinie der Pferdebahn nach der Umspurung auf Meterspur am Charlottenplatz mit der oberen Neckarstraße, 1891

### Pferdebahnzeitalter
Die Geschichte der Straßenbahn Stuttgart reicht bis zum 28. Juli 1868 zurück, an dem die Stuttgarter Pferde-Eisenbahn-Gesellschaft (SPE) eine normalspurige Pferdebahn vom Staatsarchiv am Charlottenplatz bis zum „Neuen Bad“ in Berg eröffnete. Die Neue Stuttgarter Straßenbahngesellschaft Lipken und Cie. (NSS) richtete 1886 eine weitere, meterspurige Pferdebahn ein.
Bei der Fusion von SPE und NSS zur heutigen Stuttgarter Straßenbahnen AG drei Jahre später wählte man die Meterspur als einheitliche Spurweite – vor allem wegen der komplizierten Topographie der Stadt. Es folgte eine Umspurung der normalspurigen Hauptstrecke auf Meterspur. Nach ersten Versuchen 1892 erfolgte 1895 die Elektrifizierung des Streckennetzes.

### Übernahme benachbarter Netze in der Zwischenkriegszeit
Die SSB richteten 1912 einen sogenannten Marktwagenverkehr ein. Er erlaubte es den Bauern und Gärtnern aus den Vororten ihre Erzeugnisse samt Leiterwagen auf speziellen Flachwagen zur Stuttgarter Markthalle in der Innenstadt zu transportieren. Dieser Service bestand bis 1955.
Im Jahre 1919 wurde die Cannstatter Straßenbahn GmbH von den SSB übernommen und ihre Strecken gingen in das Netz der Stuttgarter Straßenbahn über. 1920 folgte eine von der Stadt Stuttgart finanzierte Gleisverbindung am Bopser, sie verband die Neue-Weinsteige-Linie der Filderbahn mit dem Netz der Stuttgarter Straßenbahn. Durch die Umrüstung von fünf Filderbahn- und acht SSB-Triebwagen sowohl mit Schleifbügel- als auch mit Rollenstromabnehmer wurde ein durchgehender Verkehr von Stuttgart nach Degerloch über die Neue Weinsteige ermöglicht. Im folgenden Jahr übernahmen die SSB die Betriebsführung der Filderbahn und diese ging in der Stuttgarter Straßenbahn auf. Eine weitere Verbindung in den Filderraum brachte 1925 die Verlängerung der Strecke von Heslach durch Kaltental nach Vaihingen und Rohr.
Das Meterspurnetz im Raum Stuttgart erreichte 1929/1930 durch die neu eingerichteten Gleisverbindungen zur Filderbahn in Vaihingen und zur Städtischen Straßenbahn Feuerbach (SSF) sowie der Verlängerung zur Ruhbank und nach Sillenbuch (1930) die größte Ausdehnung in seiner Geschichte. 1934 erfolgte die Übernahme von Filderbahn-Gesellschaft und SSF durch die SSB und damit die vollständige Inkorporierung von deren Strecken in das Netz der Straßenbahn Stuttgart.
Durch die Umstellung der Esslinger Städtischen Straßenbahn auf Oberleitungsbus-Betrieb entfiel 1944 die darüber bestehende Gleisverbindung zwischen dem Stuttgarter Straßenbahnnetz und dem Netz der Überlandstraßenbahn Esslingen–Nellingen–Denkendorf (END), die weiter fortbestand. Die Fahrzeuge der ESS gingen dabei größtenteils in den Bestand der SSB über.

### Entwicklung in der Nachkriegszeit
1953 führten die SSB erste Versuche mit sechsachsigen Großraumtriebwagen (Typ GT6) durch, die allerdings nicht befriedigten. Im folgenden Jahr wurden die ersten von der Maschinenfabrik Esslingen gebauten Ganzstahl-Zweiachser des Typs T2 in Betrieb genommen, die letzten zweiachsigen Straßenbahnwagen in Stuttgart (im Liniendienst bis 1976). 1955 wurde die komplette Fahrzeugflotte von Rollen- auf Scherenstromabnehmer-Betrieb umgestellt und die Fahrleitung entsprechend angepasst.
Die Auslieferung der ersten Serie der Straßenbahn-Gelenktriebwagen GT4, die bis zur Einstellung 2007 den Straßenbahnverkehr in Stuttgart maßgeblich prägen sollten, erfolgte 1959. Bis 1963 wurden 350 Fahrzeuge dieses Typs an die SSB geliefert.

### Netzausdünnungen und Untertunnelungen
1961 wurde die Linie 3 als erste innerstädtische Straßenbahnlinie komplett auf Omnibusbetrieb (Linie 41) umgestellt, in den folgenden Jahren wurde das Netz immer weiter gestrafft und ausgedünnt. Am Charlottenplatz begannen 1962 die Bauarbeiten für die erste Tunnelstrecke („U-Straßenbahn“), die 1966 in Betrieb genommen wurde. 1964 wurden 70 Wagen des Typs T2 zu Doppeltriebwagen mit Mittelteil vom Typ DoT4 umgebaut.
1972 verlor durch die Einstellung des westlichen Teils der Linie 8 durch Schwab- und Rosenbergstraße mit dem Schwabtunnel im Stuttgarter Westen der seinerzeit erste Straßenbahntunnel Stuttgarts diese Funktion und ist seither wieder ein reiner Straßentunnel. Durch den neuen Tunnel zwischen Charlottenplatz und Stöckach wurde außerdem der nordöstliche Teil dieser Linie zwischen Sängerstraße und Ostendplatz mit dem steilsten Streckenabschnitt Stuttgarts in der Werfmershalde vom Restnetz abgehängt und auf Omnibusbetrieb umgestellt.

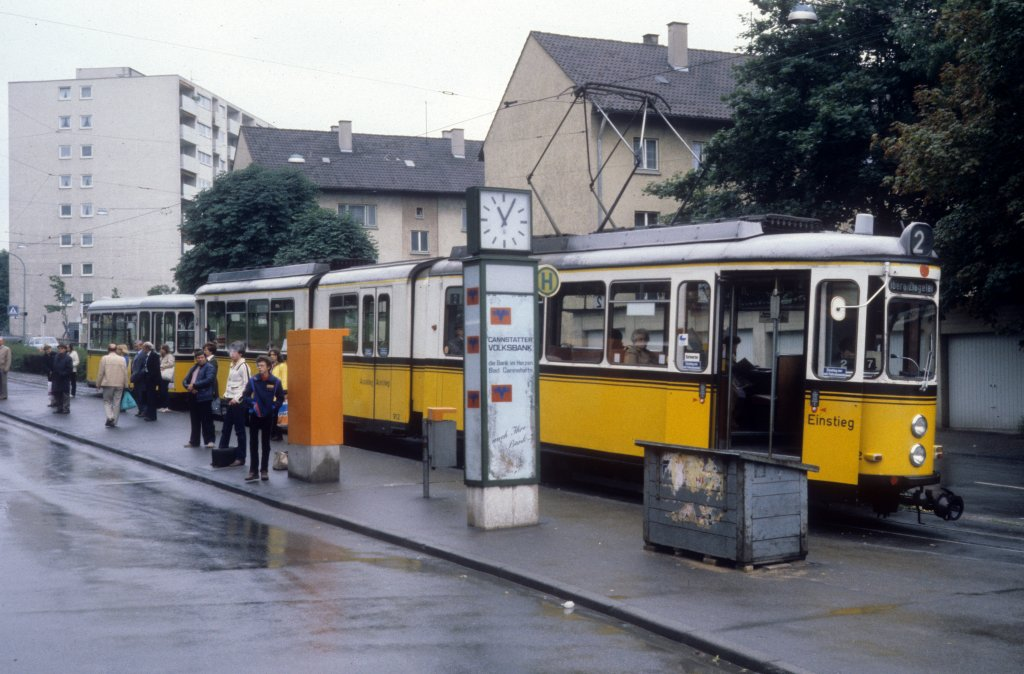
Ein DoT4 auf seiner letzten Stammlinie, Endhaltestelle der Linie 2 an der Oberen Ziegelei (1980)

1976 wurden die Straßenbahnstrecken zum Killesberg und zur Doggenburg (Linie 10) durch den neuen Tunnel Heilbronner Straße vom Restnetz abgehängt und trotz zuvor durchgeführter, positiv verlaufener Messfahrten für einen möglichen GT4-Einsatz auf Omnibus (damals Linie 43) umgestellt. 1981 entfiel die Parallelstrecke Spitta-/Forststraße der Linien 2 und 9 im Stuttgarter Westen (die Züge verkehren seitdem in beiden Richtungen durch die Bebelstraße) mit der zugehörigen Kurve Herder-/Bebelstraße, die durch die neue Schleife Vogelsang ersetzt wurde. Diese war der letzte für GT4 nicht geeignete Abschnitt im Stuttgarter Streckennetz. Die Triebwagen des Typs DoT4 verloren so mit der Linie 2 ihre letzte Stammlinie.
Der letzte oberirdische Straßenbahnverkehr auf dem Schlossplatz und der oberen Königstraße sowie die engeren Strecken nach Gablenberg (Linie 8) und zum Leipziger Platz (Linie 21) wurden 1978 eingestellt.
Im Jahr 1980 setzten die SSB mit dem zum Partywagen 999 umgerüsteten DoT4 929 ein damals in Deutschland noch neuartiges Sonderfahrzeug ein, das von jedem gemietet werden konnte und sich großer Beliebtheit erfreute. Nach seinem Vorbild führten später auch andere Verkehrsbetriebe entsprechende Party- oder Restaurantsonderwagen ein.
1983 wurde mit der Haltestelle Rotebühlplatz der bisher letzte Tunnelabschnitt in der Innenstadt eröffnet. Dabei wurde nach zwölf Jahren die provisorische Rampe am Wilhelmsbau abgelöst und, fünf Jahre nach Eröffnung des nahegelegenen unterirdischen S-Bahn-Haltepunkts Stadtmitte, deren Bauvorleistung zur unterirdischen Überquerung des S-Bahn-Tunnels genutzt und die darüber liegende unterirdische Rotebühlpassage (Fußgänger-/Einkaufspassage) an die Stadtbahnhaltestelle angebunden.

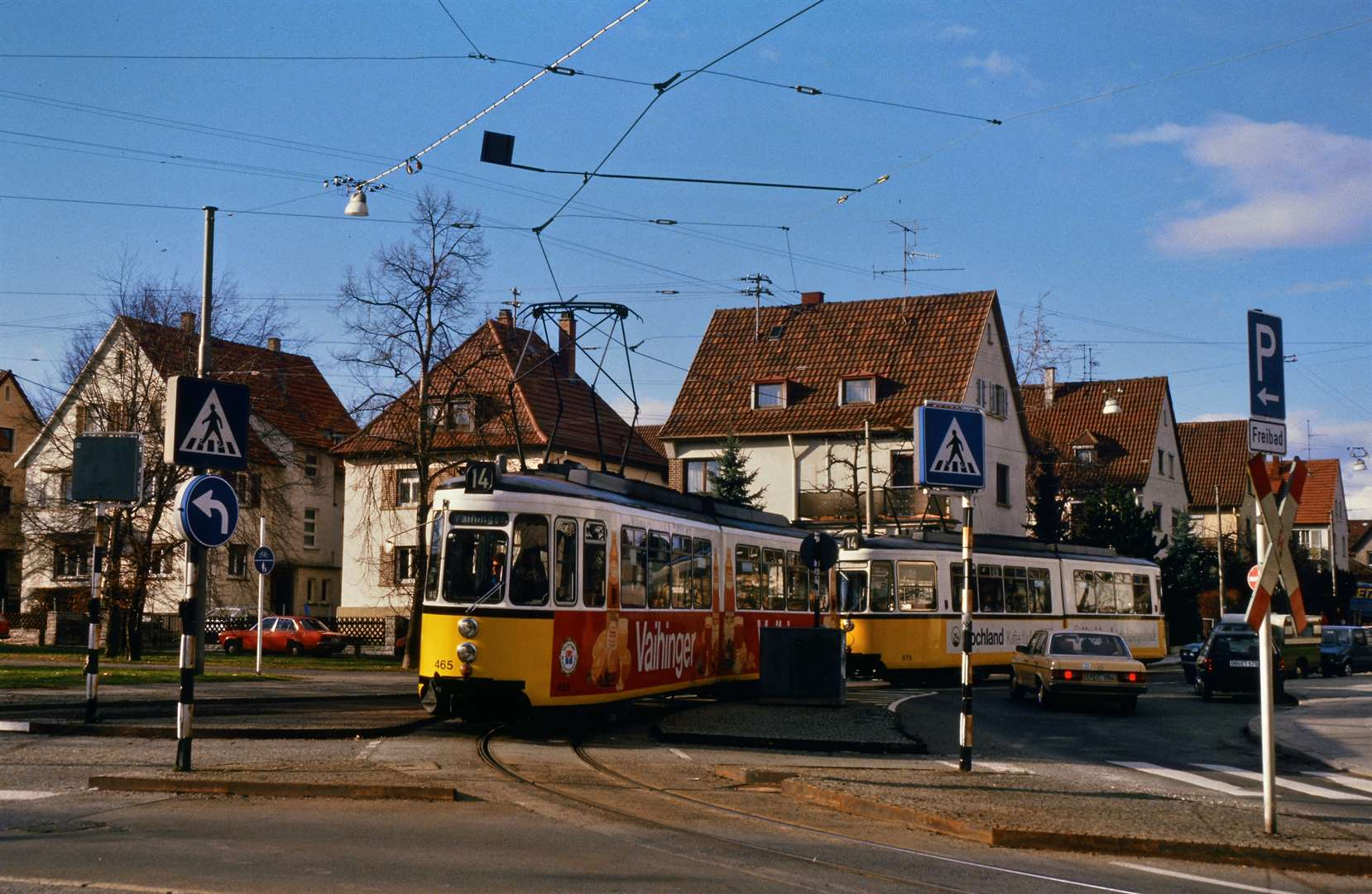
Ein Zug der Linie 14, wenige Wochen vor ihrer Umstellung in der Schleife Vaihingen (1986)

### Allmähliche Umstellung auf Stadtbahnbetrieb
Der Abschnitt Möhringen–Plieningen der Linie 3 (vor 1978 Linie 31 bzw. 32) wurde ab 1983 mit normalspurigen Stadtbahntriebwagen DT 8 der Vorserie (DT 8.1 bis DT 8.3) bedient, der planmäßige Einsatz des Triebwagentyps DoT4 und der zweiachsigen Beiwagen dafür endgültig beendet. 1985 wurde mit der Linie 3 dann die erste meterspurige Straßenbahnlinie auf normalspurigen Stadtbahnbetrieb umgestellt.

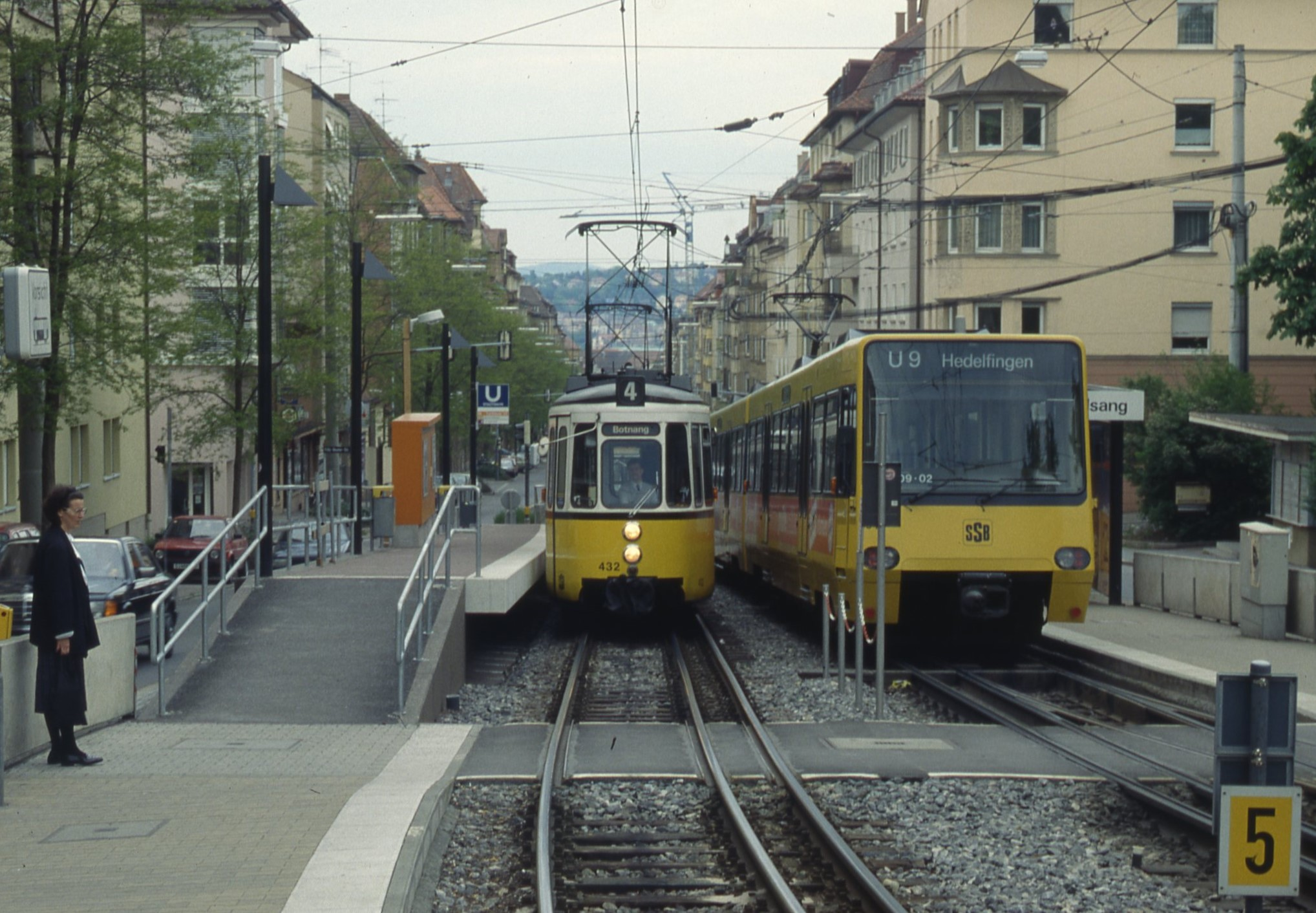
Charakteristisches Bild der letzten Jahre der Straßenbahn: Mischbetrieb, hier am Vogelsang (1991)

Im Frühjahr 1986 erfolgte die Umstellung der Linie 1 (Vaihingen–Fellbach) und im Sommer der Linie 14 (Heslach–Mühlhausen) auf Stadtbahnverkehr. Jedoch entfielen dadurch die Gleisschleifen durch die Fellbacher Innenstadt und durch Vaihingen sowie die Strecke Vaihingen–Rohr. Die Inbetriebnahme des Tunnels Neue Weinsteige im Straßenbahn-Vorlaufbetrieb bedeutete 1987 das Ende für die bisherige Panoramastrecke, die allerdings auch zunehmend ein Verkehrshindernis dargestellt hatte. In Feuerbach ersetzte eine neue Trasse entlang des Triebwegs die alte Strecke der Linien 6 und 13 durch die Steiermärker Straße.
Durch die Umstellung der Linie 9 (Hedelfingen–Vogelsang) entfiel 1989 die bisherige Wangener Ortsdurchfahrt, stattdessen verkehrt sie nun wie die Linien 4 und 13 über das Gleisdreieck Wasenstraße. 1990 folgten die Umstellung der Linien 5 und 6 und mit der Verstärkerlinie 16 (Gerlingen–Heumaden) wurde sogar eine frühere Straßenbahnlinie vorübergehend wiederbelebt. Dennoch erreichte mit der aus heutiger Sicht übereilten Einstellung der Strecken Leinfelden–Echterdingen (Linie 6) und Vaihingen–Rohr (Linie 1; bereits 1986 stillgelegt) die Ausdünnung des Netzes ihren absoluten Höhepunkt.
1993 wurde für die IGA 1993 in Stuttgart eine Straßenbahnsonderlinie vom Cannstatter Wasen (Schleife Neckarstadion) zum Ausstellungsgelände am Rosensteinpark betrieben. Hierfür wurde eigens eine Schleife im Rosensteinpark (Haltestelle Fortuna) errichtet, die anschließend wieder abgebaut wurde. 1994 erfolgte die Umstellung der Linie 4, dafür fiel der Abschnitt Untertürkheim–Obertürkheim, um einen Parallelverkehr mit der S-Bahn zu vermeiden, dem Ausbau zum Opfer. Im Herbst 1997 wurde die Linie 13 auf Stadtbahnbetrieb umgestellt, vorerst von Feuerbach bis zur Schlotterbeckstraße in Untertürkheim, ein halbes Jahr später folgte die Reststrecke bis Hedelfingen. Im Rahmen der Neueröffnung der U7-Strecke Ruhbank–Heumaden wurde die Linie 15 bis Ruhbank zurückgenommen. 2002 wurde die Linie 2 in zwei Abschnitten zwischen Hölderlinplatz und Hauptfriedhof umgestellt und in der Folge der Einsatz von nicht modernisierten GT4-Triebwagen offiziell beendet.
Am 8. Dezember 2007 endete mit der Umstellung der Linie 15 auf Stadtbahnbetrieb die Ära der Straßenbahn in Stuttgart (für den Umstellungsprozess siehe „Bau der U15“ unter Stadtbahn Stuttgart). Auf der Linie 15 kamen zuletzt 35 Gelenktriebwagen des Typs GT4 zum Einsatz. Die Fahrzeuge wurden Anfang 2008 überwiegend nach Rumänien verkauft. Zehn GT4 verbleiben bei den SSB, sechs Stück davon sind als Museumswagen und für Sonderfahrten (Oldtimerlinien 21 und 23) vorgesehen, vier Wagen werden als Ersatzteilspender bereitgehalten.

## Fahrzeuge
Die Straßenbahn Stuttgart wurde in ihrer Geschichte von diversen Fahrzeugbaureihen befahren. Für die bis heute (betriebsfähig) erhaltenen Fahrzeugexemplare und Einzelporträts siehe Abschnitte „Straßenbahnfahrzeuge“ und „Einige besondere Fahrzeugschicksale“ im Artikel Stuttgarter Historische Straßenbahnen.

### Kategorisierung und Typisierung
In den Jahren 1909/10 fassten die SSB ihre Triebwagen erstmals in verschiedenen Gruppen zusammen. So differenzierte man fortan in „Hauptlinienwagen“, in „Große bzw. Kleine Stadttriebwagen“ sowie in „Vororttriebwagen“. Im Jahr 1928 schlossen die SSB ihre Trieb- und Beiwagen schließlich in „Reihen“ zusammen (Reihe 120, 300, 600 etc.). In der Nachkriegszeit, ab 1953, folgten schließlich typisierende Abkürzungen für die Neufahrzeuge (T2, DoT4, GT4 etc.). Eine generelle Systematisierung des Fahrzeugparks gab es bei den SSB dabei nie.
Später wurden die Fahrzeuge auch retrospektiv durch den Autoren und Verkehrschronisten Gottfried Bauer unter Mitberücksichtigung der zeitlichen Abfolge schematisch typisiert (Typ 1–49 für Personen-Triebwagen; Typ 50–99 für Personen-Beiwagen; Typ 101–149 für Arbeits-Triebwagen; Typ 201–249 für Arbeits-Beiwagen (restliche Typen für Normalspur-Fahrzeuge)). Dabei werden unterschiedliche Ausführungen oder verschiedene Lieferungen eines Wagentyps als Untergruppen durch mit Punkt nachgestellte Ziffern voneinander abgegrenzt (z. B. Typ 31.5 als fünfte Untergruppe des Typs 31). Umbauten der Fahrzeuge ohne gravierende Veränderung des äußeren Erscheinungsbildes werden durch Anfügen eines Buchstabens kenntlich gemacht (z. B. Umbau des Typs 31.2 zu den Typen 31.2a und 31.2b). Erfolgten weitere Umgestaltungen ohne gravierende äußere Veränderung, wird die Buchstabenreihe fortgesetzt (z. B. Umbau des Typs 31.2a zum Typ 31.2c).

### Übersicht
Die angeführte Liste erhebt keinen Anspruch auf Vollständigkeit.
| Kurzbezeichnung (nach den SSB)             | Typ (nach Bauer)  | Wagennummern | Beschreibung | Baujahr(e)      | Anzahl | Verbleib | Bild |
| ------------------------------------------ | ----------------- | ------------ | --- | --------------- | ------ | --- | ---- |
| GT4 (Einrichter)                           | 31                | 401–750      | genannt Stuttgarts „Gelber Klassiker“, gebaut von der Maschinenfabrik Esslingen                                                                       | 1959–1968       | 350    | seit 2007 nicht mehr im Einsatz, 401, 450, 471, 629 und 632 betriebsfähig und 519, 630, 642 und 722 nicht fahrbereit im Museum |      |
| GT4 (Zweirichter)                          |                   | ex 59–61     | Zweirichtungstriebwagen, 1976 übernommen von der Straßenbahn Reutlingen, gebaut von der Maschinenfabrik Esslingen                                     | 1964            | 3      | 1981, 1982 und 1983 ohne Einsatz nach Ulm weitergeben                                                                          |      |
| DoT4                                       | 32                | 901–935      | vierachsiger Doppeltriebwagen, gebaut aus Fahrzeugen des Typs T2 von der Maschinenfabrik Esslingen                                                    | 1964–1966       | 35     | seit 1985 nicht mehr im Einsatz, Tw 917 betriebsfähig und Tw 912 und 999 nicht fahrbereit im Museum                            |      |
| GT6                                        |                   | 1–5          | sechsachsiger Gelenktriebwagen, gebaut von der Waggonfabrik Fuchs und der Maschinenfabrik Esslingen                                                   | 1953–1958       | 5      | ab 1959 nicht mehr im Einsatz, bis 1965 verschrottet                                                                           |      |
| T2                                         | 29                | 701–823      | zweiachsiger Triebwagen, gebaut von der Maschinenfabrik Esslingen                                                                                     | 1954–1957       | 123    | 1964 umgebaut zu DoT4, Restliche 1976 verschrottet, Tw 802 betriebsfähig und Tw 804 nicht fahrbereit im Museum                 |      |
| Kriegsstraßenbahnwagen (KSW)               |                   | 726–748      | Kriegsstraßenbahnwagen, materialsparend gebaut als Ersatz für die im Krieg zerstörten Fahrzeuge, geliefert in zwei Serien, 1955 bis 1957 modernisiert | 1946, 1949      | 23     | bis Ende 1969 verschrottet, baugleicher Wagen „Tw 749“ aus Heidelberg nicht fahrbereit im Museum                               |      |
| Gartenschauwagen                           |                   | 851–867      | Triebwagen für die Reichsgartenschau 1939, gebaut von der Maschinenfabrik Esslingen und der Waggonfabrik Uerdingen                                    | 1939            | 24     | bis 1975 verschrottet, Tw 851 betriebsfähig und Tw 859 (als „Tw 714“) in betriebsfähiger Aufarbeitung im Museum                |      |
| Zwillingstriebwagen „Tatzelwurm“           | 23.2              | 201, 501     | Doppeltriebwagen-Prototypen, gebaut aus den Altbautriebwagen 201 und 202 bzw. 565 und 566                                                             | 1935–1937, 1958 | 2      | 1940 und 1965 verschrottet |      |
| Panoramatriebwagen „Gläserner Stuttgarter“ | 23.3              | 502          | verglaster Panoramatriebwagen, gebaut aus Altbautriebwagen 550                                                                                        | 1938            | 1      | 1944 ausgebrannt |      |
| Reihe 200                                  |                   | 201–286      | zweiachsiger Triebwagen, gebaut von der Maschinenfabrik Esslingen                                                                                     | 1926–1930       | 86     | bis 1971 verschrottet, Nachbau von 1952 „Tw 276“ betriebsfähig und Tw 259 (als „Tw SSF 15“) nicht fahrbereit im Museum         |      |
| Reihe 300                                  | 8, 9, 11–15, 19.1 |              | zweiachsiger Triebwagen, gebaut von Herbrand & Cie.                                                                                                   | 1909–1912       | 70     | bis 1961 verschrottet, Tw 340 nicht fahrbereit im Museum                                                                       |      |
| Reihe 400                                  |                   |              | zweiachsiger Triebwagen mit Längssitzen, gebaut von der Maschinenfabrik Esslingen                                                                     | 1924–1925       | 75     | bis 1962 verschrottet, Tw 418 betriebsbereit im Museum                                                                         |      |
| Reihe 500                                  | 17                |              | zweiachsiger Triebwagen | 1913            |        | |      |
| Reihe 600                                  |                   | 601–         | zweiachsiger Triebwagen | 1929–1930       |        | Tw 610 nicht fahrbereit im Museum                                                                                              |      |
| Reihe 120 „Großer Elefant“                 |                   | 126–129      | Triebwagen des Typs F4, gebaut für die Filderbahn von Herbrand & Cie.                                                                                 | 1912            | 4      | bis 1964 verschrottet, Tw 126 (als „WN 26“) nicht betriebsfähig im Museum                                                      |      |
| Reihe 130                                  |                   | 130–134      | Triebwagen des Typs F6, gebaut für die Filderbahn | 1925            | 5      | bis 1964 verschrottet |      |
| Reihe 140                                  |                   | 141–146      | vierachsiger Triebwagen, gebaut für die Filderbahn von Herbrand & Cie.                                                                                | 1902–1903       | 5      | bis 1964 verschrottet |      |

### Kriegsstraßenbahnwagen
Bei den KSW handelt es sich um sogenannte Kriegsstraßenbahnwagen, die zwischen 1943 und 1950 als materialsparender Ersatz für im Krieg zerstörte Straßenbahnwagen für über 20 Städte gebaut wurden, darunter auch Stuttgart. 1946 und 1949 wurden zwei Serien mit insgesamt 23 solcher Fahrzeuge an die SSB geliefert. Von 1955 bis 1957 wurden die Fahrzeuge grundlegend modernisiert und erhielten unter anderem veränderte Stirnfronten. Bis Ende 1969 wurden die letzten Wagen abgestellt und verschrottet.

### Zwillingstriebwagen
Bei den beiden Zwillingstriebwagen handelte es sich um Vorläufer des Typs DoT4, die unabhängig voneinander 1958 und 1937 aus jeweils zwei Altbautriebwagen von den SSB selbst umgebaut wurden.
Um unter Ausnutzung vorhandenen Materials dem Bedarf nach größeren Wagen Rechnung zu tragen und Schaffner einzusparen, baute die SSB 1958 in eigener Werkstatt versuchsweise die Altbautriebwagen 201 und 202 (Typ 20, Baujahre 1926/27) sowie die Beiwagen 1201 und 1202 zu je einem Doppelgelenktrieb- und -beiwagen mit aufgesatteltem Mittelteil und den Nummern 201 (III) und 1201 (II) um. Wegen des technisch überholten und leichten Holzaufbaus allgemein und insbesondere wegen des hochliegenden Schwerpunkts beim Triebwagen, der zu einem recht unsicheren Lauf führte, bewährte sich dieses Gespann, das den Spitznamen „Tatzelwurm“ erhielt, im Betrieb nicht und wurde nach längerer Abstellzeit 1965 verschrottet.
Der vorausgegangene Versuch mit dem Zwillingstriebwagen 501 (Typ 23.2 nach Bauer), der 1937 aus den Triebwagen 565 und 566 (Baujahr 1912) zusammengebaut wurde und hauptsächlich auf der kurzen Stichlinie „Sp“ Ruhbank – Degerlocher Spielplätze zum Einsatz kam, scheiterte bereits an der für starre Zweiachser ungeeigneten Übergangskonstruktion, mit der er vor allem in S-Kurven zu Entgleisungen neigte, so dass der Wagen schon 1940 wieder zerlegt wurde.

### Panoramatriebwagen
Anlässlich der für das Jahr 1939 geplanten Reichsgartenschau bauten die SSB in ihrer Hauptwerkstatt in Ostheim den Triebwagen 550 zum Panoramatriebwagen 502 (Typ 23.3 nach Gottfried Bauer) um. Wagen 550 gehörte zur Reihe 500 (Typ 17.2), einer zwölf Fahrzeuge umfassenden Serie, die 1913 für die neu eröffnete Linie 8 („Ostring“) gebaut und 1935 abgestellt worden war.
Man versah ihn dort im Sommer 1938 mit 25 gepolsterten Omnibussitzen (rechts Einzel- und links Doppelsitze), die in Fahrtrichtung angeordnet waren, baute den Wagen zum Einrichtungsfahrzeug um und ersetzte die linksseitigen Türen durch Fenster. Das Laternendach wurde durch ein weitgehend verglastes Tonnendach ersetzt, zugunsten eines durchgehenden Fahrgastraums wurden die Trennwände zu den Plattformen entfernt. Außerdem konnten die Seitenfenster des Wagens heruntergekurbelt werden und es soll Sicherheitsglas für die gesamte Verglasung verwendet worden sein. Um den Wagen als Sonderfahrzeug erkennbar zum machen, lackierte man ihn im unteren Teil statt mit dem klassischen Gelb in Hellgrün und versah ihn mit dem sonst unüblichen Schriftzug „Stuttgarter Straßenbahnen“. Im Inneren war der Wagen oberhalb weiß und im unteren Teil hellgrau lackiert. Im Heckbereich waren Lüftungsschlitze am Wagenkasten vorhanden, da die Widerstände im Fahrzeugheck verbaut waren.
Während der Dauer der Gartenschau setzte man diesen „Gläserner Stuttgarter“ genannten Triebwagen für Ehrengäste wie auch für Ausflugs- und Stadtrundfahrten auf Strecken mit Wendeschleifen ein. Seine Besonderheit wurde genutzt, um mit Reklame Touristen anzulocken. Während des Zweiten Weltkriegs diente er überwiegend zu Unterhaltungsfahrten für genesende Kriegsversehrte. In der Nacht vom 12. zum 13. November 1944 verbrannte er bei einem der Luftangriffe auf Stuttgart im Betriebshof Nr. 4 in Ostheim.

### Reihe 600
Bei der Reihe 600 handelt es sich um eine Serie zweiachsiger kurzer Triebwagen, die 1929 und 1930 gebaut wurden. Da es in Stuttgart Ende der 1920er-Jahre noch einige enge alte Wagenhallen gab, beschaffte man diese 65 Zentimeter als die damals üblichen Fahrzeuge kürzeren Wagen. So kam man ohne anzustoßen durch die engen Kurven (z. B. im Depot Westend). Um die Transportkapazität dennoch hoch halten zu können, baute man Längssitze ein und genehmigte zwei Stehplätze im Wageninnern, wo damals generell nur Sitzplätze zugelassen waren. Der bis heute erhaltene Tw 610 aus dieser Reihe diente zuletzt der Fahrschule.

## Linien

### Bezeichnungs- und Darstellungsgeschichte
Die Bezeichnungen der Linien änderten sich über die Jahrzehnte der Existenz der Straßenbahn mehrmals. Hatten die Linien zu Beginn noch Namen, wie etwa „Hauptlinie“ oder „Tiergartenlinie“, wurden 1891 die Liniennummern und -farben eingeführt, die damals sowohl bei der Beschilderung der Triebwagen (als emaillierte Blechtafeln) als auch an den Haltestellen Verwendung fand. Ab dem 3. Mai 1954 führte man dann die in der Straßenbahn-Bau- und Betriebsordnung (BOStrab) festgelegte Beschilderung ohne spezifische Farben ein. Ende der 1980er-Jahre entwickelte man dann gemäß den Empfehlungen des Verbands öffentlicher Verkehrsbetriebe ein neues System, das ab dem 3. November 1990 (bis zur Einstellung der Straßenbahn, bei der Stadtbahn bis heute) Anwendung fand und wieder mit Farben arbeitet, allerdings nur an Haltestellen und auf Linienplänen.

### Exemplarische ehemalige Linienführungen
Juli 1983
| Linie | Linienführung der Straßenbahn |
| ----- | --- |
| 1     | Fellbach – Bad Cannstatt – Berg – Charlottenplatz – Heslach – Vaihingen – Rohr                                                                              |
| 2     | (Botnang –) Vogelsang – Berliner Platz – Charlottenplatz – Berg – Bad Cannstatt – Obere Ziegelei                                                            |
| 3     | Plieningen – Möhringen – Vaihingen |
| 4     | Obertürkheim – Untertürkheim – Gaisburg – Ostendplatz – Charlottenplatz – Berliner Platz – Hölderlinplatz                                                   |
| 3     | Stammheim – Zuffenhausen – Pragsattel – Nordbahnhof – Hauptbahnhof – Schloßplatz – Charlottenplatz – Bopser – Degerloch – Möhringen                         |
| 4     | Gerlingen – Weilimdorf – Feuerbach – Pragsattel – Hauptbahnhof – Schloßplatz – Charlottenplatz – Bopser – Degerloch – Möhringen – Leinfelden – Echterdingen |
| 9     | Botnang – Vogelsang – Berliner Platz – Hauptbahnhof – Schlachthof – Hedelfingen                                                                             |
| 13    | (Giebel – Weilimdorf –) Feuerbach – Pragsattel – Bad Cannstatt – Untertürkheim – Hedelfingen                                                                |
| 14    | (Vaihingen –) Heslach – Charlottenplatz – Berliner Platz – Hauptbahnhof – Berg – Münster – Mühlhausen                                                       |
| 15    | Freiberg – Zuffenhausen – Pragsattel – Hauptbahnhof – Schloßplatz – Charlottenplatz – Ruhbank – Heumaden                                                    |

Juli 1932
Es werden nur regulär verkehrende Linien aufgeführt. Es gab noch Sonderlinien (z. B. 1E, 2E, …), die nur in der Hauptverkehrszeit oder an Sonn- und Feiertagen verkehrten.
| Linie | Linienführung der Straßenbahn |
| ----- | --- |
| 1     | Fellbach – Cannstatt – Berg – Hauptbahnhof – Schloßplatz – Heslach – Vaihingen – a) Krehlstraße / – b) Rohr (nur jeder zweite Zug) |
| 2     | Gablenberg Schule – Ostheim – Hauptbahnhof – Schloßplatz – Rotebühlplatz – Rotebühlstraße – Leipziger Platz (Wendeschleife) – Westbahnhof – Charlottenbuche (am Birkenkopf)                                                                        |
| 3     | Marienplatz – Zahnradbahnhof – Olgastraße – Schloßplatz – Hauptbahnhof – Silberburgstraße – Marienplatz |
| 4     | Untertürkheim – Gaisburg – Ostendplatz – Charlottenplatz – Wilhelmsbau – Hölderlinplatz |
| 5     | Degerloch West – Neue Weinsteige – Bopser – Schloßplatz – Hauptbahnhof – Pragsattel – Zuffenhausen Rbhf. |
| 6     | Schreiberstraße – Rosenbergstraße – Hegelplatz – Hauptbahnhof – Schloßplatz – Tübinger Straße – Schreiberstraße |
| 7     | Bopser – Wilhelmsplatz – Wilhelmsbau – Hegelplatz – Herdweg – Doggenburg |
| 8     | eingestellt (wechselte sich mit der 18 im Kreiskurs ab, Wechselstellen waren Gablenberg Schule und Kräherwald, Nähe Kräherwald – sollte recherchiert werden). Die 8 fuhr durch die Bebelstraße und kreuzte die 18 an der Haltestelle Schwab/Bebel. |
| 9     | eingestellt (Botnang – Hedelfingen) |
| 10    | Sillenbuch – Ruhbank – Heidehofstraße – Alexanderstraße – Charlottenplatz – Schloßplatz – Hauptbahnhof – Birkenwaldstraße – Kunstgewerbeschule – Killesberg                                                                                        |
| 11    | eingestellt |
| 12    | Wangen – Untertürkheim – Cannstatt Rbhf. – Rosensteinbrücke – Hallschlag |
| 13    | Cannstatt Rbhf. – Rosensteinbrücke – Pragwirtshaus – Feuerbach Rbhf. – Rosenstraße |
| 14    | Wilhelmsbau – Hauptbahnhof/Eßlinger Straße – Berg – Wilhelma – Münster |
| 15    | Pragwirtshaus – Hauptbahnhof – Schloßplatz – Charlottenplatz – Heslach Seilbahn |
| 16    | Degerloch – Bopser – Schloßplatz – Hauptbahnhof – Pragwirtshaus – Feuerbach Rbhf. – Rosenstraße |
| 17    | eingestellt |
| 18    | Botnang – Kräherwald (am Botnanger Sattel, Übernahme von Linie 8) – Schloßplatz – Charlottenplatz – Wagenburgstraße – Gablenberg Schule (dort erfolgt Wechsel zu Linie 8)                                                                          |
| 19    | eingestellt |
| 20    | Vogelsang – Schloßstraße – Lautenschlagerstraße – Hauptbahnhof – Gablenberg |
| 21    | Leipziger Platz (Wendeschleife) – Schloßplatz – Hauptbahnhof – Berg – Cannstatt Rbhf. – Kursaal – Obere Ziegelei |
| 22    | Wiesenstraße – Cannstatt – Rosensteinbrücke – Hallschlag |
| 23    | Feuerbach Rbhf. – Weil im Dorf / Gerlingen |
| 24    | eingestellt (Hallschlag) |
| 25    | Schloßplatz – Neckarstraße – Hackstraße – Schlachthof – Wangen – Untertürkheim – Obertürkheim |
| 26    | Schloßplatz – Neckarstraße – Hackstraße – Schlachthof – Wangen – Hedelfingen – Obertürkheim – Mettingen – Eßlingen – Obereßlingen |

| Linie | Linienführung der anderen Straßenbahnbetriebe in Stuttgart und Esslingen am Neckar            |
| ----- | --------------------------------------------------------------------------------------------- |
| SFB   | Stuttgart Zahnradbahnhof – Alte Weinsteige – Haigst (Königsträßle) – Degerloch Zahnradbahnhof |
| SFB   | Degerloch – Möhringen – Landhaus – Plieningen – Hohenheim                                     |
| SFB   | Degerloch – Möhringen – Vaihingen                                                             |
| SFB   | Degerloch – Möhringen – Unteraichen – Leinfelden – Echterdingen                               |
| 26    | Obereßlingen – Eßlingen – Mettingen – Obertürkheim (Eßlinger Städtische Straßenbahn)          |
| 27    | Eßlingen Rbhf. – Obereßlingen (Eßlinger Städtische Straßenbahn)                               |
| END   | Eßlingen – Nellingen – Denkendorf                                                             |
| END   | Eßlingen – Nellingen – Scharnhausen – Neuhausen                                               |
| SSF   | Feuerbach Rbhf. – Weil im Dorf – Weil im Dorf Rathaus / Gerlingen                             |

## Gegenwart

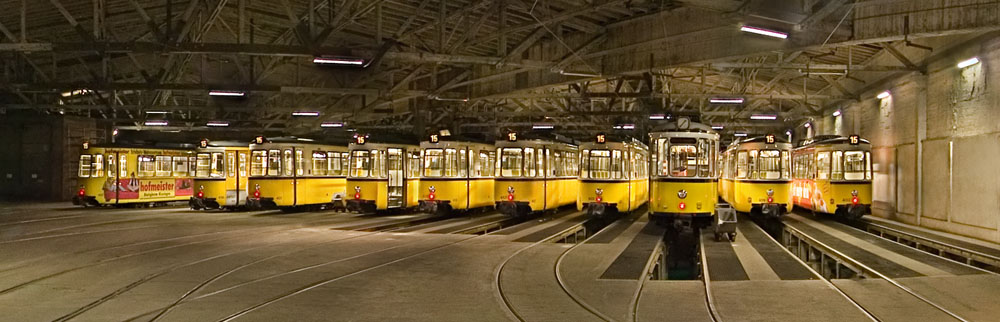
Die letzten Straßenbahntriebwagen vom Typ GT4 (und ein DoT4) im denkmalgeschützten ehemaligen Straßenbahnbetriebshof Bad Cannstatt, dem heutigen Straßenbahnmuseum Stuttgart

### Oldtimerlinien
Bei regulärem Betrieb verkehren in Stuttgart ausgehend vom Straßenbahnmuseum Stuttgart jeden Sonntag und zu sonstigen Anlässen zwei Oldtimer-Straßenbahnlinien (21 und 23) mit historischen Fahrzeugen aus dem Bestand des Vereins Stuttgarter Historische Straßenbahnen auf den verbliebenen Strecken mit Dreischienengleis. Dabei handelt es sich seit der Aufgabe der Überführungsstrecke zur SSB-Hauptwerkstatt in Möhringen um nunmehr folgende Strecken:
- Innenstadtschleife (Linie 21): Straßenbahnmuseum – Mercedesstraße – Neckarstraße – Charlottenplatz – Berliner Platz – Hauptbahnhof – Staatsgalerie – Mercedesstraße – Straßenbahnmuseum
- Panoramastrecke (Linie 23): Straßenbahnmuseum – Mercedesstraße – Neckartalstraße – Pragstraße – Löwentor (mit Gleisdreieck in Richtung Pragsattel zum Wenden) – Nordbahnhofstraße – Hauptbahnhof – Charlottenplatz – Alexanderstraße – Gerokstraße – Ruhbank (mit Wendeschleife) und zurück
- Depotrunde (Kleine Rundlinie): Straßenbahnmuseum – Daimlerstraße – Mercedesstraße – Straßenbahnmuseum (eingleisige reine Straßenbahnstrecke um das Museum)

Die Oldtimerlinien halten an den aus der Umstellungszeit verbliebenen und für deren Betrieb erhaltenen Tiefbahnsteigen an einzelnen Stadtbahnhaltestellen auf der Strecke; für die einzelnen Halte siehe hier.

### Wiedereinführungsbestrebungen

#### Neues Kernstadt-Straßenbahnnetz
Im Laufe der Umstellung auf Stadtbahnbetrieb kamen immer wieder Forderungen auf, einen Teil der Straßenbahnstrecken als separates Netz zu erhalten oder ein völlig neues Netz aufzubauen, um die Bereiche anzubinden, die mit der Stadtbahn nicht erschlossen werden können. Dabei wird meist eine bessere Integration ins Stadtbild durch Niederflurigkeit, ein dichterer Haltestellenabstand, wendigere und leisere Fahrzeuge und niedrigere Baukosten angeführt. Meist geht es hierbei um engere Strecken in der Innenstadt und in den steilen Kesselrandlagen.
Zuletzt in größerem Umfang aufgegriffen wurde dies im Wahlkampf für die Oberbürgermeisterwahl 2004 durch Boris Palmer, der ein Konzept für ein neues Netz vorstellte. Hier wurden die mangelnden Erschließungsmöglichkeiten der Stadtbahn kritisiert und ein Niederflurstraßenbahn-System auf Basis der neueren französischen Straßenbahnnetze erarbeitet. Ein mögliches Liniennetz und ein mehrschrittiger Realisierungsplan gehörten zum Konzept. Dabei wurden außerdem eigentlich als Stadtbahnstrecken geplante Abschnitte in das vorgesehene Netz integriert, so z. B. die topografisch anspruchsvolle U15 oder die geplante U12.
Kern des vorgestellten Netzes sollte eine neue oberirdische Innenstadtstrecke sein. Diese sollte aus dem Nordbahnhofviertel kommend das heutige Europaviertel über die Lissabonner Straße queren und vor dem Westausgang des Hauptbahnhofes eine Haltestelle erhalten. Von dort aus führt der Plan die Strecke durch Lautenschlager- und Bolzstraße, über den Schlossplatz zur Planie, wo man eine Verzweigung vorsah. Ein Ast sollte über zwei neu zu bauende Rampen in die unterirdische Haltestelle „Charlottenplatz“ und von dort zum Olgaeck führen, wo sich Strecken zum Marienplatz, zur Ruhbank und nach Gablenberg anschließen sollten. Der zweite Ast sollte auf den Schillerplatz abzweigen und durch die Kirchstraße zum Marktplatz führen. Von dort sah man eine Führung über Hirschstraße zum Tagblatt-Turm vor. Dabei sollten sich die Strecken hinter dem Rathaus verzweigen. In Fahrtrichtung Marktplatz war eine Führung durch Stein- und Nadlerstraße und in Fahrtrichtung Tagblatt-Turm eine Führung durch Stein-, Breite und Hirschstraße vorgesehen. In der Eberhardstraße sollten sich dann Strecken in Richtung Marienplatz und Feuersee trennen.
Als erster Schritt wurde die letzte noch bestehende Straßenbahnlinie 15 angeführt, die ohne Trassenveränderung erhalten bleiben und nur umgespurt werden sollte. Insgesamt hätten die im Konzept neu zu bauenden Strecken eine Länge von rund 20 Kilometern, die insgesamt 200 bis 250 Millionen Euro kosten sollten.

## Musik
Der schwäbische Musiker Wolle Kriwanek setzte ihr ein musikalisches Denkmal. In einem seiner bekanntesten Lieder, Stroßaboh, geht es um den vergeblichen Versuch, den letzten Zug der Linie 5 nach Stammheim (heute Linie U15) zu erreichen („I muaß dui Stroßaboh no kriaga, bloß dr Fenfer brengt mi hoim.“).

## Galerie

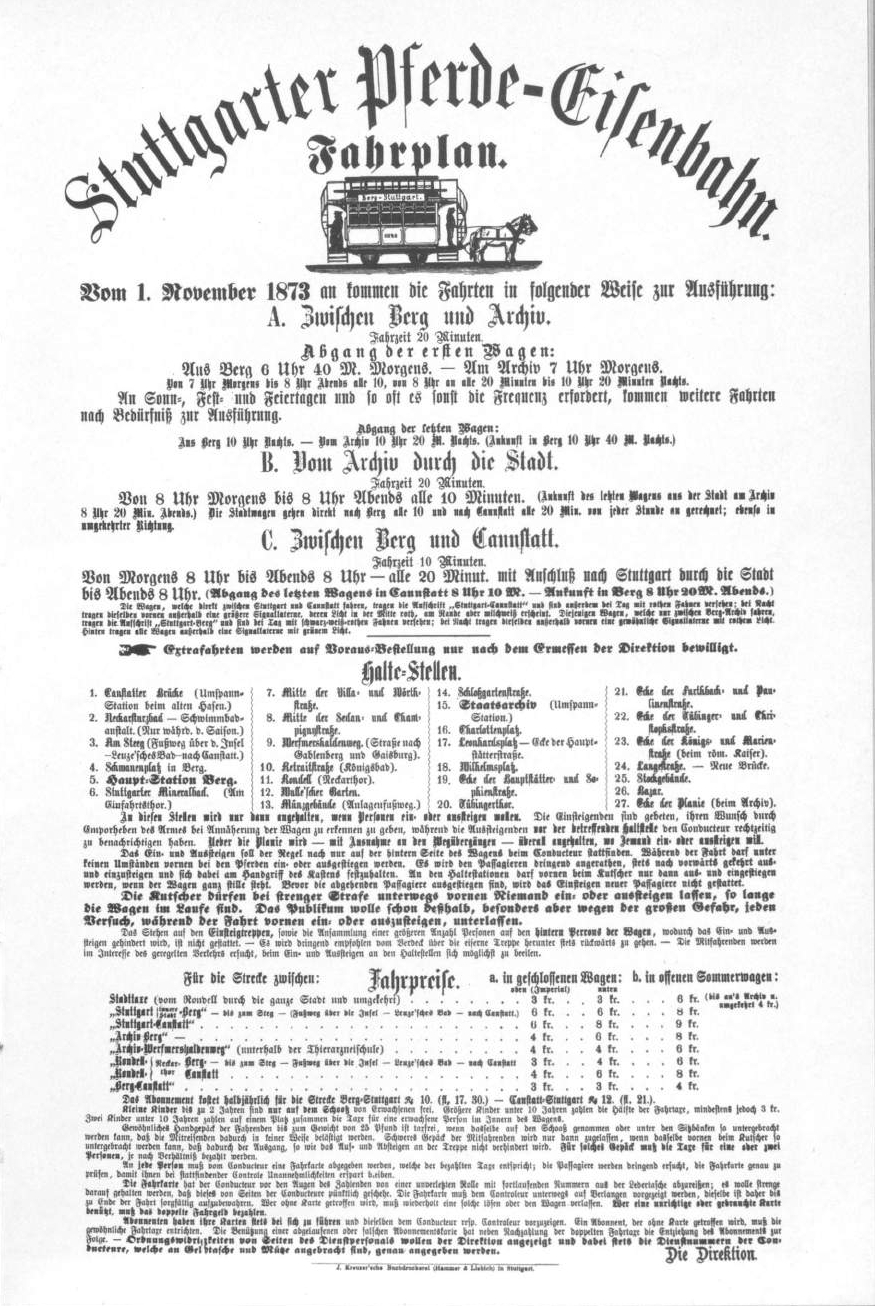
Fahrplan der „Stuttgarter Pferde-Eisenbahn-Gesellschaft“, gültig ab 1. November 1873
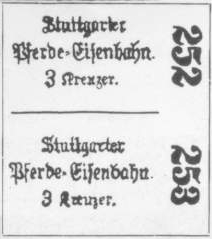
Fahrschein der Stuttgarter Pferdebahn, 1868
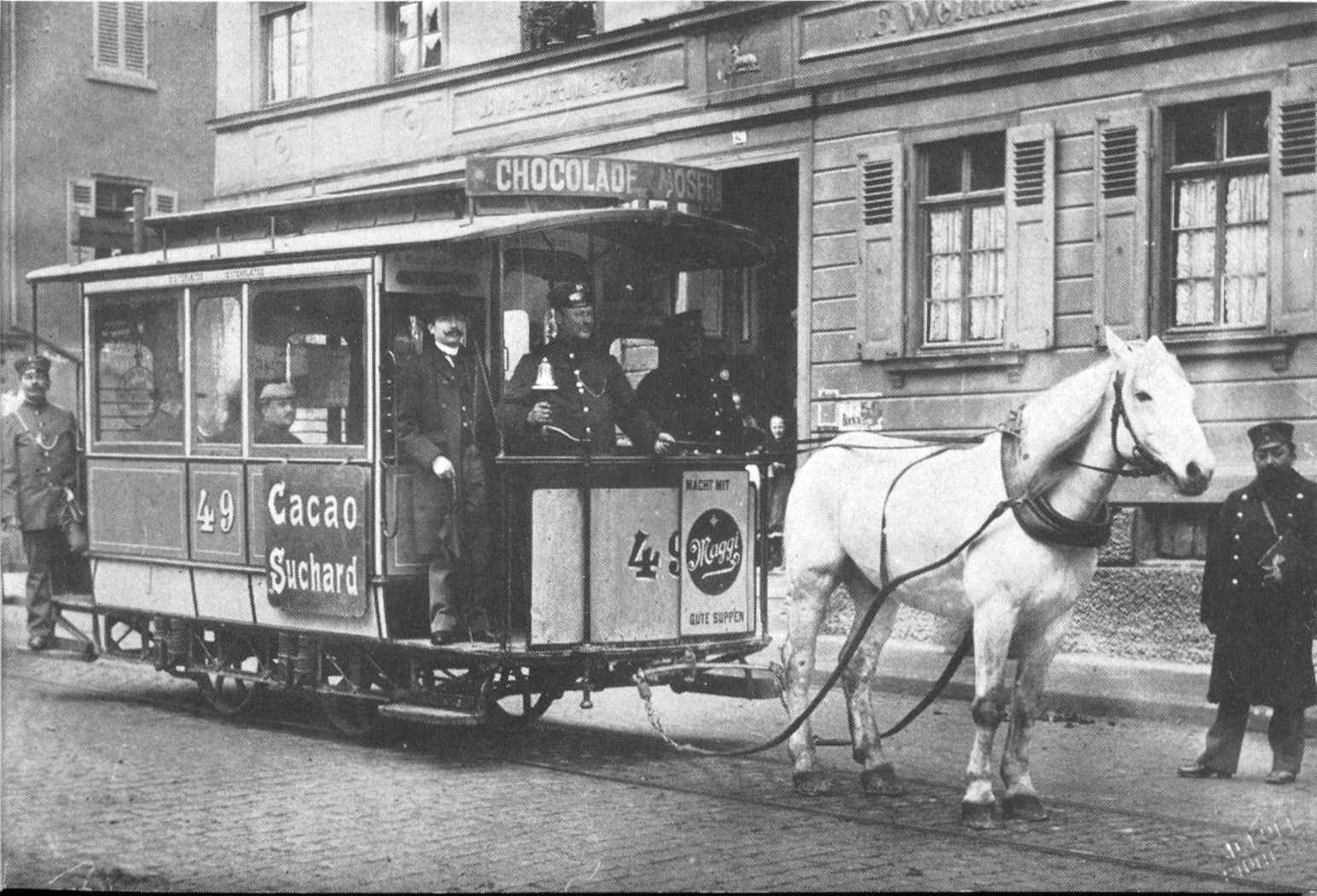
„Querlinie“ der Pferdebahn in der Böblinger Straße in Heslach, um 1893
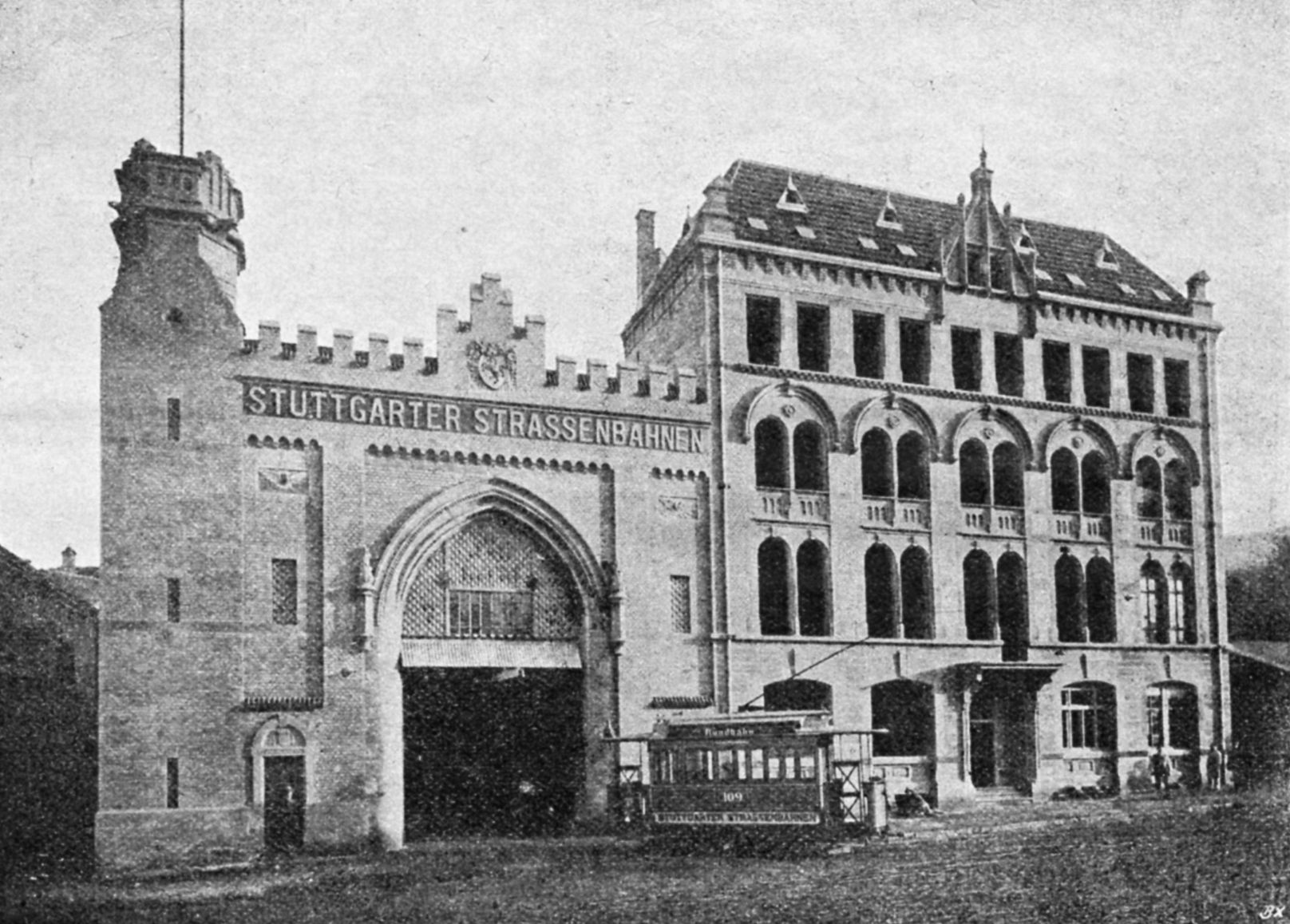
Straßenbahndepot am Marienplatz, 1898
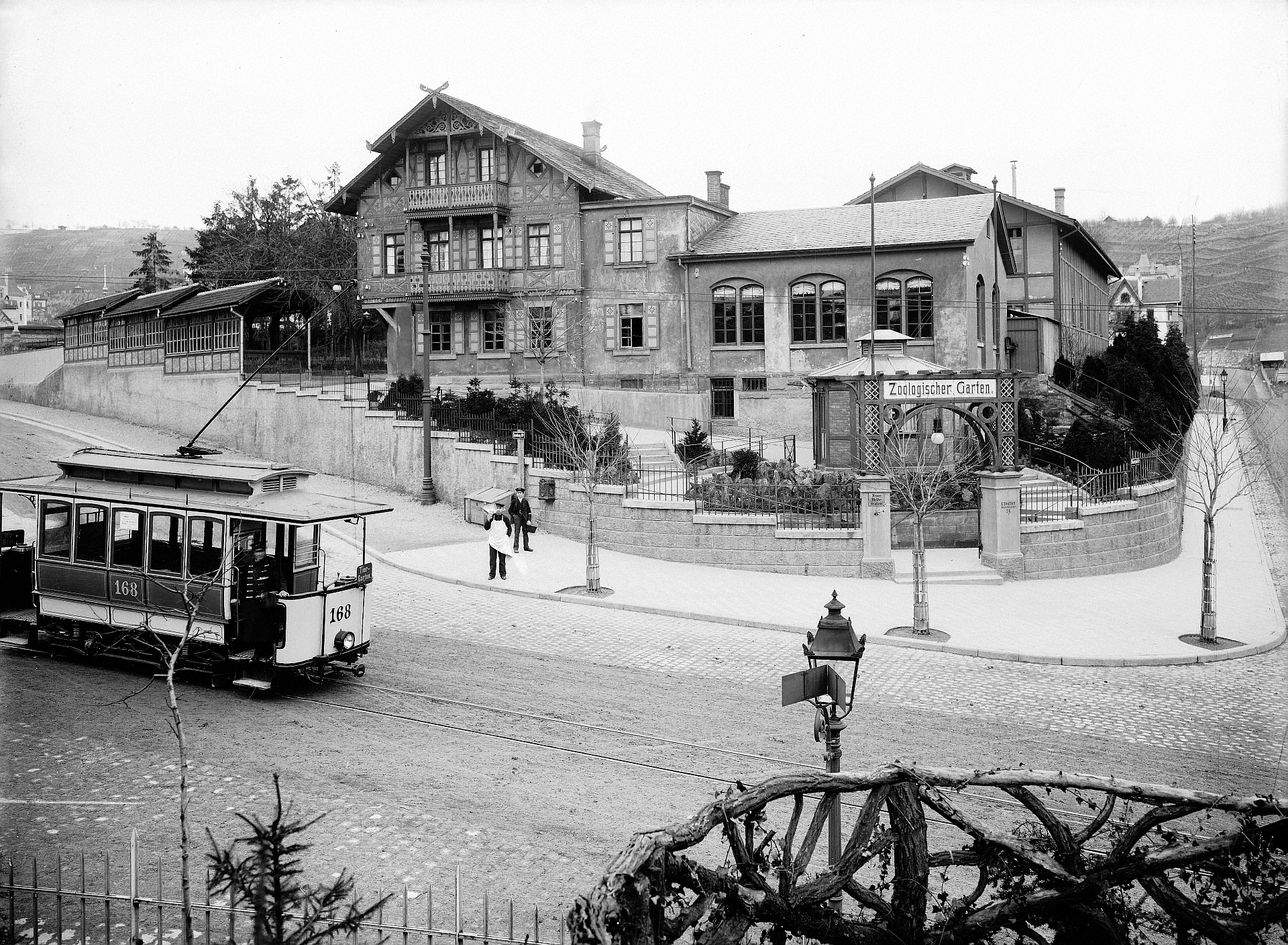
Ein Triebwagen der „Tiergartenlinie“ an Nills Zoologischem Garten, 1903
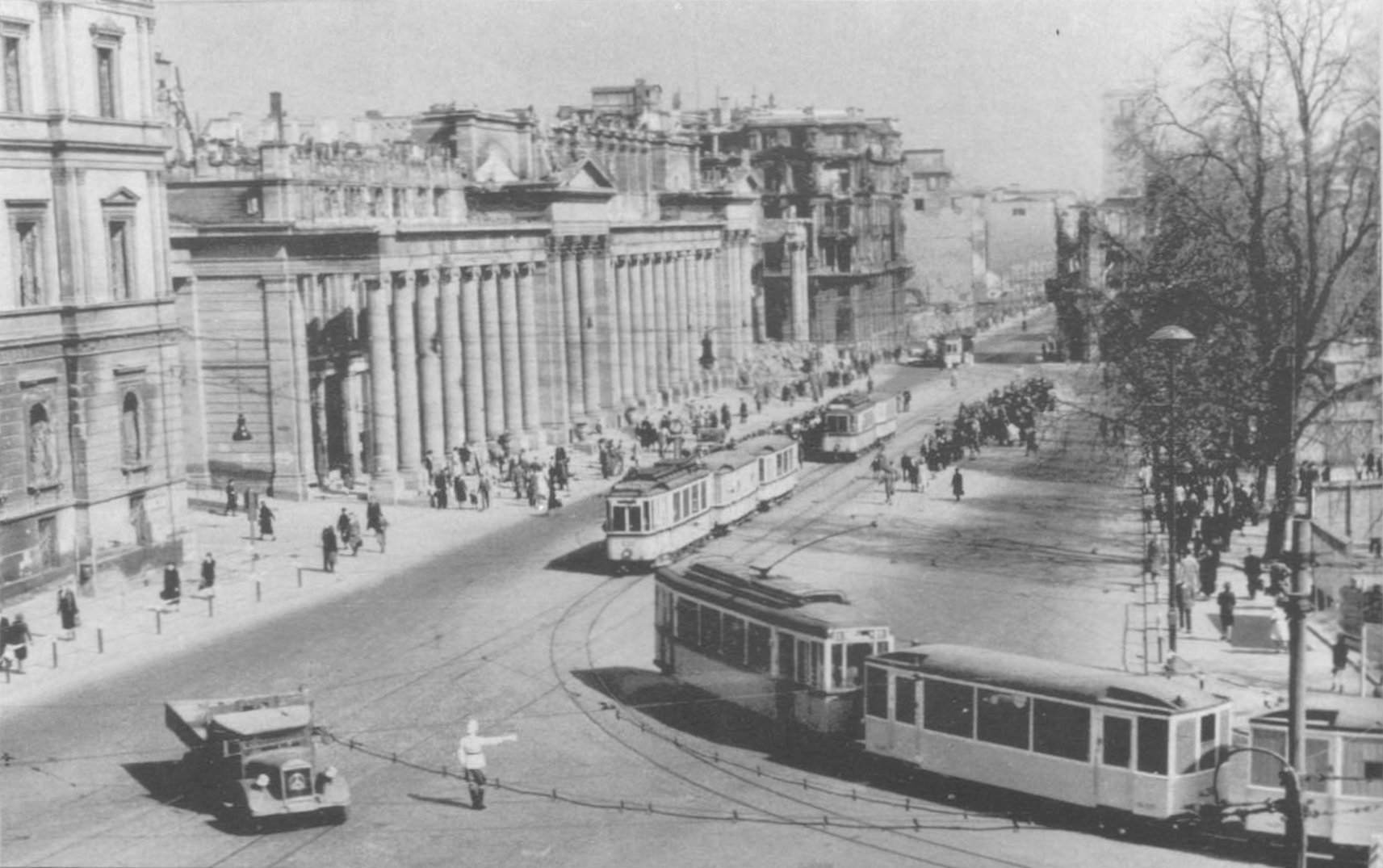
Straßenbahn in der Königstraße, kurz nach dem Ende des Zweiten Weltkriegs (1946)
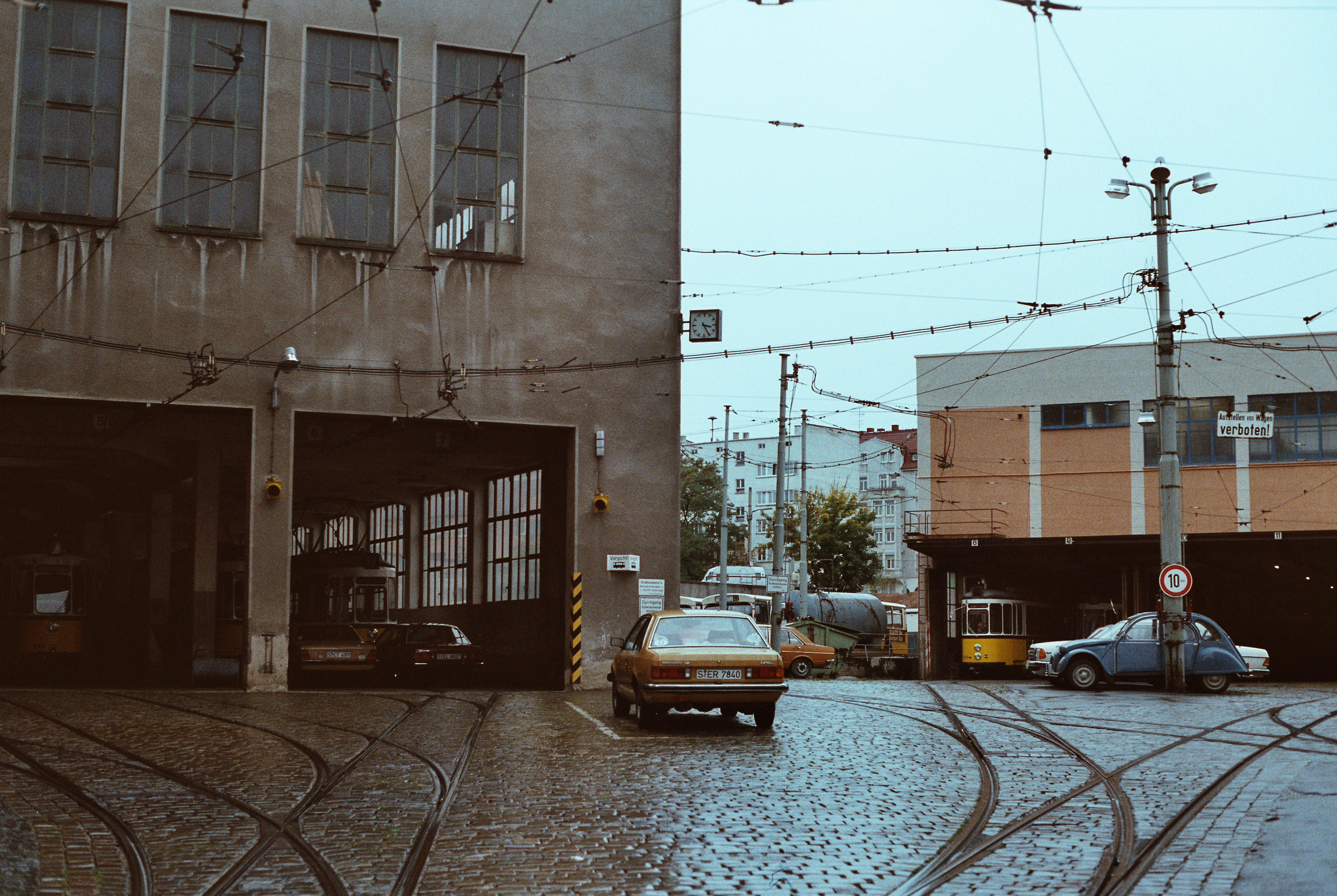
Der Straßenbahnbetriebshof Ostheim, 1983
Treffen der Zahnradbahn und der Straßenbahn auf der Neuen Weinsteige, 1984
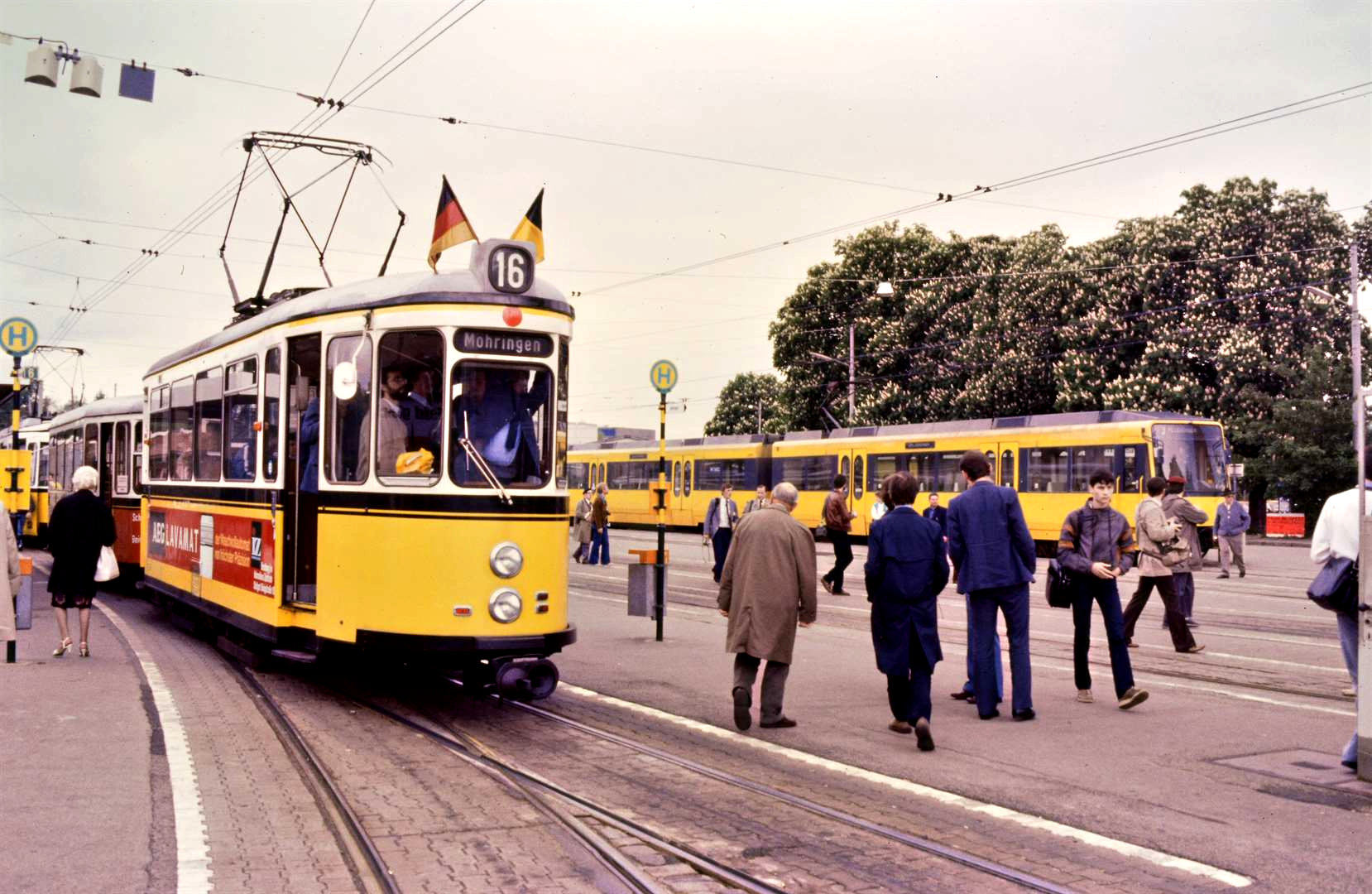
Ein historischer T2 vor einem der Stadtbahn-Prototypen, 1984
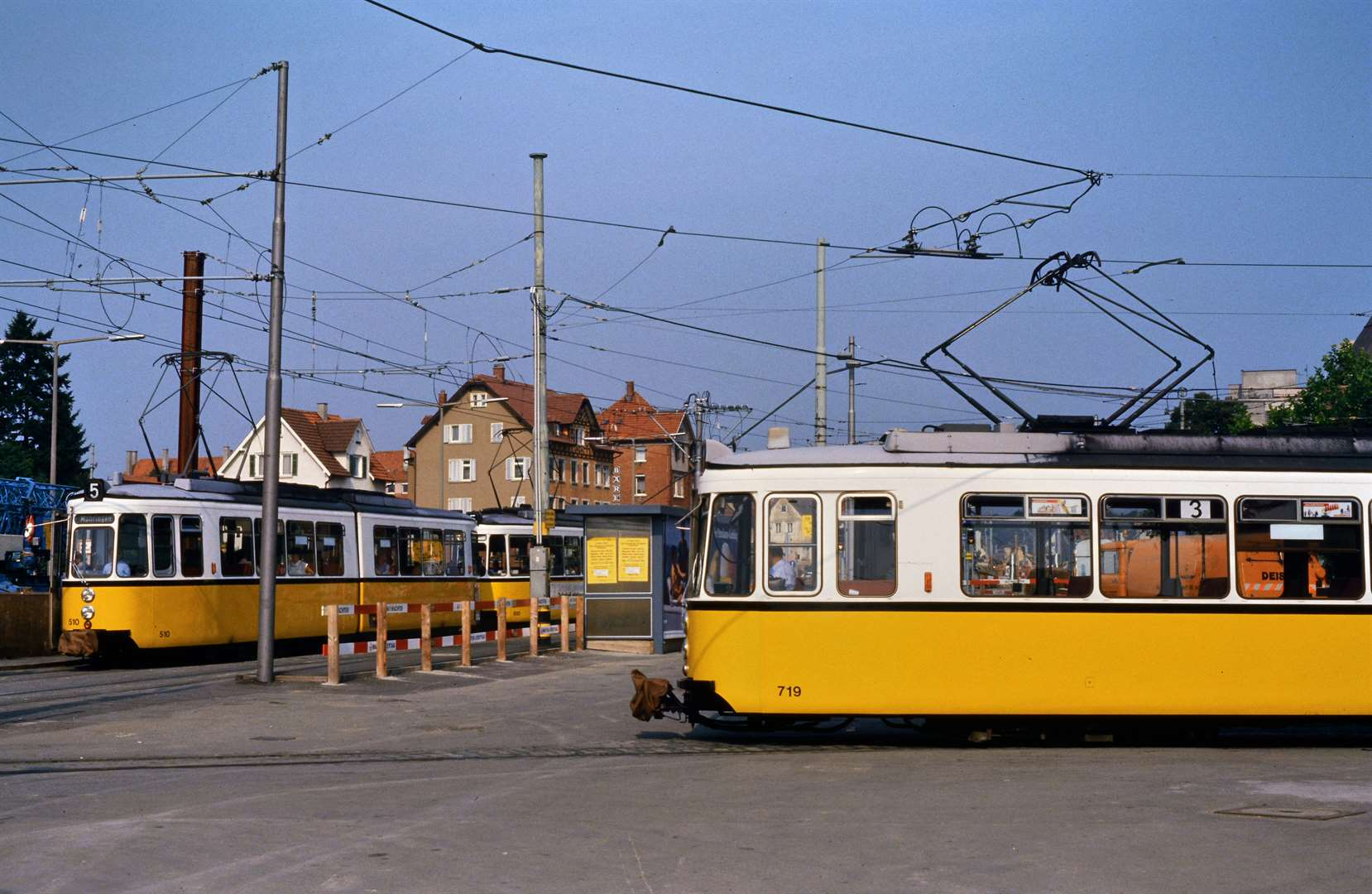
Ein GT4 auf dem Areal des Straßenbahndepots Degerloch, 1985